# Qūrjān
Qūrjān (persiska: قورجان, Fūr Jān) är en ort i Iran.   Den ligger i provinsen Khorasan, i den östra delen av landet, 800 km öster om huvudstaden Teheran. Qūrjān ligger 1 845 meter över havet och antalet invånare är 551.
Terrängen runt Qūrjān är huvudsakligen kuperad, men åt nordväst är den platt.Runt Qūrjān är det glesbefolkat, med 12 invånare per kvadratkilometer. Närmaste större samhälle är Khoshk, 10,6 km nordväst om Qūrjān. Omgivningarna runt Qūrjān är i huvudsak ett öppet busklandskap.